# 볼프하인리히 폰 헬도르프 백작

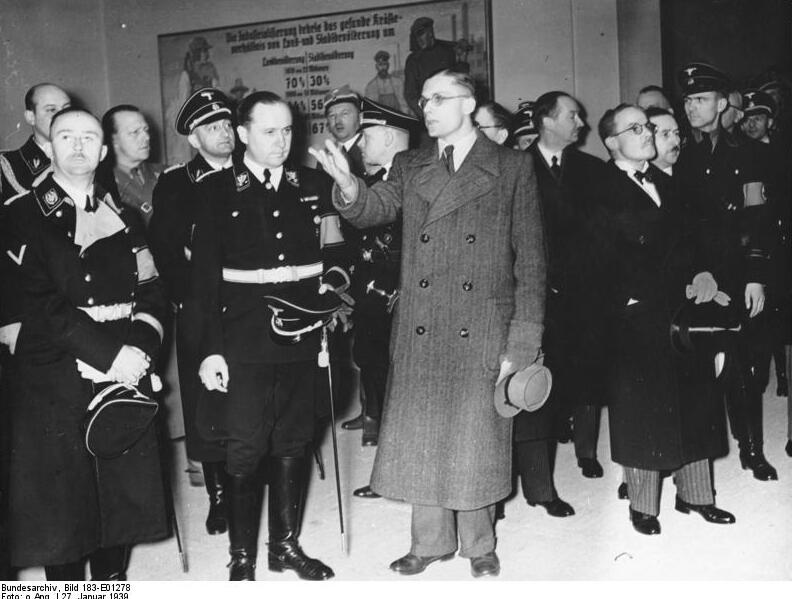
맨 왼쪽이 하인리히 힘러, 그 오른쪽이 헬도르프 백작.

볼프하인리히 폰 헬도르프 백작(Wolf-Heinrich Graf von Helldorf, 1896년 10월 14일, 메르제부르크 ~ 1944년 8월 15일, 베를린플뢰첸제)는 나치 독일 시대의 경찰 관료로, 1933년 나치의 권력 장악 이후에 국회의원과 경찰청장을 지냈다. 나치당의 돌격대 (SA) 와 친위대 (SS)에서 소속돼 있었으나, 1938년에 반 나치 세력과 손을 잡았고, 1944년 7월 20일 히틀러 암살 미수 사건에 가담해 처형되었다.

## 생애
헬도르프는 1896년, 독일 제국의 메르제부르크 (Merseburg)에서 기병 대위 페르디난트 폰 헬도르프 (Ferdinand von Helldorf)의 아들로 태어났다. 1914년, 제1차 세계 대전이 터지면서 군에 입대하였고, 기관총 중대에 배속되어 소위 (少尉, 독일어: Leutnant) 로서, 1급 철십자장과 2급 철십자장을 받았다. 전후에는 자유군단의 일원으로 활동하여 공산주의자와 가두 투쟁을 벌였고, 1920년 군주주의자들이 일으킨 카프 반란 (Kapp-Putsch, Kapp-Lüttwitz Putsch) 에도 참여하였다. 카프 반란의 실패 후, 수개월 정도 이탈리아 왕국으로 도망하였다.
1921년부터 1928년까지 농업에 종사하였으며, 1924년부터 국가사회주의 자유당 (Nationalsozialistische Freiheitspartei, NSFP) 에 소속되어 프로이센 주 의회에 의석을 가졌다. 1925년, 민족사회주의 독일 노동자당 (NSDAP, 나치당)으로 자리를 옮겼다고 하나, 요제프 괴벨스의 일기에 의하면 헬도르프의 나치당 입당은 1930년이라고 한다. 1931년, 베를린의 돌격대 지도자 중 한 사람이 되었고, 1933년, 베를린-브란덴부르크의 친위대를 지휘하였다. 같은 해 독일제국 의회 (Reichstag)의 구성원이 되었다.
1933년 3월, 포츠담 경찰청장 (Polizeiprasidenten von Potsdam) 에 임명되었고, 1935년 7월에는 베를린 경찰청장 (Polizeiprasidenten von Berlin) 에 임명돼, 이후 10년 가까이 이 지위에 머물렀다. 헬도르프는 국수주의 성향을 띠었으나, 반유대주의에는 결코 동조하지 않았고, 1938년에 일어난 장검의 밤 사건도 혐오해 이 때부터 독일 국방군 내부의 반 (反) 히틀러 세력과 접촉, 이것이 그의 1944년 7월 20일 히틀러 암살 미수 사건 관여로 이어지게 되었다. 재판관 롤란트 프라이슬러의 법정에서 사형을 선고받고, 아돌프 히틀러의 희망에 따라 플로첸제 형무소 (Gedenkstatte Plotzensee)에서 피아노선을 이용한 교수형에 처해졌다.

## 같이 보기
- 히틀러 암살 미수 사건

## 참고 문헌
- Charles Hamilton, 《LEADERS ＆ PERSONALITIES OF THE THIRD REICH VOLUME2》ISBN 0-912138-66-1　ISBN 978-0-912138-66-4